# Thomas Oden Lambdin

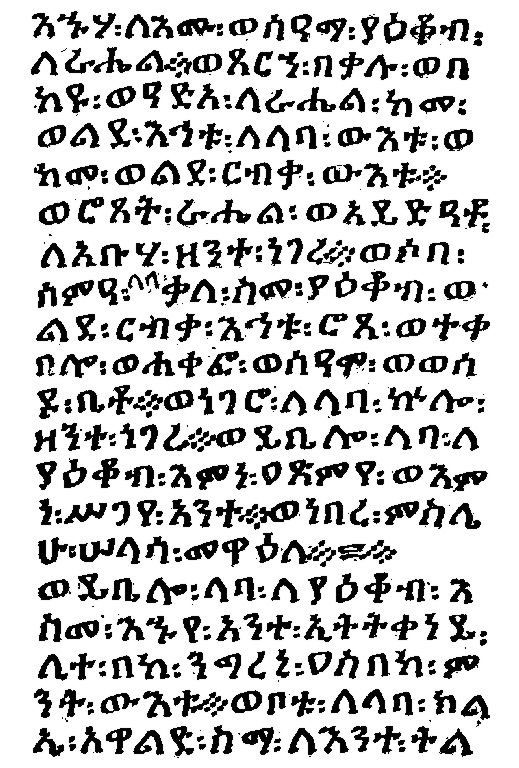
Una parte del Octateuco en etíope, manuscrito oriental 480 de la Biblioteca Británica, que contiene Génesis 29:11-16. Este manuscrito fue escrito en el y forma parte de una biblioteca reunida por el emperador Teodoro en Magdala para una iglesia que pretendía albergar al Redentor del Mundo. Fue llevado al Reino Unido como parte del botín de la expedición de 1868 a Abisinia.

Thomas Oden Lambdin (31 de octubre de 1927 – 8 de mayo de 2020) es uno de los estudiosos más importantes a nivel internacional en el campo de las lenguas semíticas y egipcias. Es profesor emérito de Lenguas Semíticas en la Universidad de Harvard.
Es especialmente valorado por sus investigaciones, basadas en su calidad y en sus libros de texto introductorios al hebreo, copto, Ge'ez y gótico.

## Trabajos
- Lambdin, Thomas O. (1958). "The Bivalence of Coptic Eta and Related Problems in the Vocalization of Egyptian". Journal of Near Eastern Studies 17 (3): 177–193. doi:10.1086/371466.
- Thomas O. Lambdin. (1971). Introduction to Biblical Hebrew. Darton,Longman and Todd Ltd. ISBN 9780232513691. Con edición en español.
- Thomas O. Lambdin (1978). Introduction to Classical Ethiopic. Harvard Semitic Studies 24. Missoula, Montana: Scholars Press. ISBN 0-89130-263-8.
- Introduction to Sahidic Coptic. Macon: Mercer University Press. 1983.

(2006) Introduction to the Gothic Language. Eugene: Wipf & Stock Publishers